# 2012–2013-as magyar női vízilabda-bajnokság
A 2012–2013-as magyar női vízilabda-bajnokság a harmincadik magyar női vízilabda-bajnokság volt. A bajnokságban nyolc csapat indult el, a csapatok két kört játszottak. Az alapszakasz után az 1-4. helyezettek play-off rendszerben játszottak a bajnoki címért, az 5-8. helyezettek pedig újabb három kört játszottak a végső helyezésekért (az utánpótlás-válogatott már nem vett részt).

## Alapszakasz
| #  | Csapat                                  | M  | Gy | D | V  | G+  | G-  | P  |
| -- | --------------------------------------- | -- | -- | - | -- | --- | --- | -- |
| 1. | ZF-Egri VK                              | 14 | 13 | 1 | 0  | 221 | 83  | 40 |
| 2. | Dunaújvárosi Főiskola-Mex Motors        | 14 | 11 | 0 | 3  | 165 | 109 | 33 |
| 3. | Hungerit-Szentesi VK                    | 14 | 10 | 1 | 3  | 172 | 115 | 31 |
| 4. | BVSC-Zugló                              | 14 | 8  | 1 | 5  | 155 | 131 | 25 |
| 5. | Szegedi Vízmű-Taylor & Nash-Universitas | 14 | 4  | 1 | 9  | 117 | 155 | 13 |
| 6. | Héraklész Utánpótlás-válogatott         | 14 | 3  | 2 | 9  | 116 | 131 | 11 |
| 7. | Bp. Honvéd-ELTE-POLO                    | 14 | 3  | 0 | 11 | 100 | 223 | 9  |
| 8. | Újpesti VSE                             | 14 | 1  | 0 | 13 | 94  | 193 | 3  |

* M: Mérkőzés Gy: Győzelem D: Döntetlen V: Vereség G+: Dobott gól G-: Kapott gól P: Pont

## Rájátszás

### 1–4. helyért
Elődöntő: ZF-Egri VK–BVSC-Zugló 7–5, 8–6, 12–7 és Dunaújvárosi Főiskola-Mex Motors–Hungerit-Szentesi VK 8–7, 7–9, 7–10, 6–14
Döntő: ZF-Egri VK–Hungerit-Szentesi VK 9–8, 13–10, 14–6
3. helyért: Dunaújvárosi Főiskola-Mex Motors–BVSC-Zugló 9–7, 7–11, 5–4

### 5–7. helyért
| #  | Csapat                                  | M | Gy | D | V | G+ | G- | P  |
| -- | --------------------------------------- | - | -- | - | - | -- | -- | -- |
| 5. | Szegedi Vízmű-Taylor & Nash-Universitas | 6 | 6  | 0 | 0 | 64 | 43 | 18 |
| 6. | Bp. Honvéd-ELTE-POLO                    | 6 | 2  | 0 | 4 | 51 | 47 | 6  |
| 7. | Újpesti VSE                             | 6 | 1  | 0 | 5 | 38 | 63 | 3  |

* M: Mérkőzés Gy: Győzelem D: Döntetlen V: Vereség G+: Dobott gól G-: Kapott gól P: Pont

## A góllövőlista élmezőnye
|     | Gól | Játékos                | Csapat      |
| --- | --- | ---------------------- | ----------- |
| 1.  | 74  | Antal Dóra             | Egri VK     |
| 2.  | 70  | Keszthelyi Rita        | Egri VK     |
| 3.  | 56  | Kövér-Kis Réka         | Szentes     |
| 4.  | 45  | Czigány Dóra           | Egri VK     |
| 5.  | 45  | Horváth Brigitta       | Dunaújváros |
| 6.  | 42  | Dalmády Petra          | Szeged      |
| 7.  | 42  | Gémes Anett Alexa      | Szentes     |
| 8.  | 40  | Miskolczi Ibolya Kitti | Szentes     |
| 9.  | 40  | Lengyel Dominika       | Szeged      |
| 10. | 39  | Somhegyi Noémi         | Egri VK     |